# 27.ª Divisão de Infantaria (Alemanha)
A 27ª Divisão de infantaria (em alemão:27. Infanterie-Division) foi uma unidade militar que serviu no Exército alemão durante a Segunda Guerra Mundial. A unidade foi formada no dia 1 de outubro de 1936 em Augsburg.

## Comandantes
| Comandante                          | Data                                            |
| ----------------------------------- | ----------------------------------------------- |
| Generalmajor Emil Reischle          | (1 de outubro de 1936 - 21 de dezembro de 1936) |
| Generalleutnant Friedrich Bergmann  | (1 de janeiro de 1937 - 5 de outubro de 1940)   |
| Generaloberst Hans-Jürgen von Arnim | (5 de outubro de 1940 - 1 de novembro de 1940)  |

## Oficiais de operações
| Oberstleutnant Hubert(us) Lamey          | (1 de julho de 1938 - 15 de outubro de 1939)    |
| Oberstleutnant Hans Gronemann-Schoenborn | (23 de outubro de 1939 - 1 de novembro de 1940) |

## Área de operações
| Polônia | (setembro de 1939 - de maio de 1940) |
| França  | (maio de 1940 - de novembro de 1940) |

## Ordem de Batalha
1939
Infanterie-Regiment 40
Infanterie-Regiment 63
Infanterie-Regiment 91
Aufklärungs-Abteilung 27
Artillerie-Regiment 27
Beobachtungs-Abteilung 27 (1)
Pionier-Bataillon 27
Panzerabwehr-Abteilung 27
Nachrichten-Abteilung 27
Feldersatz-Bataillon 27
Versorgungseinheiten 27